# Talun Kidul
Talun Kidul is een bestuurslaag in het regentschap Jombang van de provincie Oost-Java, Indonesië. Talun Kidul telt 2307 inwoners (volkstelling 2010).